# Sclerochilus svalbardensis
Sclerochilus svalbardensis is een mosselkreeftjessoort uit de familie van de Bythocytheridae. De wetenschappelijke naam van de soort is voor het eerst geldig gepubliceerd in 1994 door Hartmann.